# Laurel (Delaware)
Laurel è una città degli Stati Uniti, ed è situata nella Contea di Sussex nello Stato del Delaware. Secondo i dati del 2000 la popolazione era di 3 668 abitanti. In passato Laurel ha ospitato i Blue Hens all'interno della Eastern Shore Baseball League.

## Governo
Il sindaco di Laurel dal 2008 è John Shwed. Il posto di assistente del sindaco è occupato da William J. Fasano, Jr., ex-assistente alla facoltà di urbanistica presso la Arizona State University.

## Geografia fisica
Secondo i dati del United States Census Bureau, il comune si estende su una superficie di 4,5 km², dei quali 4,3 km² sono occupati da terre, mentre 0,2 km² sono occupati da acque, e corrispondono al 4,07% dell'intero territorio.

## Popolazione
Secondo il censimento del 2000, a Laurel vivevano 3.668 persone, ed erano presenti 957 gruppi familiari. La densità di popolazione era di 853,1 ab./km². Nel territorio comunale si trovavano 1 561 unità edificate. Per quanto riguarda la composizione etnica degli abitanti, il 55,56% era bianco, il 39,42% era afroamericano, lo 0,35% era nativo, e lo 0,95% era asiatico. Il 3,71% della popolazione infine appartiene ad altre razze. Gli abitanti provenienti dall'America Latina di ogni razza corrispondono al 2,32% della popolazione.
Per quanto riguarda la suddivisione della popolazione in fasce d'età, il 33,2% degli abitanti era sotto i 18 anni, il 10,6% era fra i 18 e i 24, il 26,5% fra i 25 e i 44, il 16,7% fra i 45 e i 64, mentre il 12,9% era al di sopra dei 65 anni di età. L'età media della popolazione era di 30 anni. Per ogni 100 donne residenti c'erano 83,7 maschi.

## Media
- Laurel Star (settimanale locale pubblicato dalla Morning Star Publications)
- Leader & State Register (settimanale locale pubblicato dalla Independent Newspapers Inc.)
- The News Journal (quotidiano statale pubblicato dalla Gannett Co.)
- Delaware State News (quotidiano del sud del Delaware pubblicato dalla Independent Newspapers Inc.)
- WBOC-TV (Channel 16, CBS) possiede un ripetitore a Laurel.
- FOX 26 (Channel 26, FOX) possiede un ripetitore a Laurel.
- WKDB (95.3FM detta anche "TheB")